# Remains of a Ruined, Dead, Cursed Soul
Remains of a Ruined, Dead, Cursed Soul è il secondo album in studio del gruppo musicale francese Mütiilation, pubblicato nel 1999 dalla Drakkar Productions.

## Tracce
1. Suffer the Gestalt – 3:28
2. To the Memory of the Dark Countess – 6:33
3. Possessed and Immortal – 7:26
4. Through the Funeral Maelstrom of Evil – 8:39
5. Travels to Sadness, Hate & Depression – 7:54
6. The Fear That Freeze – 3:50
7. Holocaust in Mourning Dawn (French version) – 5:15

## Formazione

### Gruppo
- Meyhna'ch – voce, basso, chitarra, drum machine